# Józefa Obórko
Józefa Obórko pseud. Józia (ur. 23 grudnia 1906 w Kęszycach w powiecie łowickim, zm. 17 grudnia 1943 w KL Auschwitz) – chłopska działaczka komunistyczna.

## Życiorys
Córka stolarza Antoniego (członka KPP) i Małgorzaty z Wójcików. W 1919 ukończyła szkołę powszechną. W 1922 jej rodzice osiedlili się we wsi Wojenna w powiecie sochaczewskim. Działaczka KZMP, a od 1926 KPP. Od 1927 uczyła się w Żeńskiej Szkole Rolniczej w Jeżewie (pow. brzeziński), a po jej ukończeniu wróciła do Wojennej. 1 maja 1929 na czele grupy młodzieży wiejskiej wzięła udział w pochodzie w Sochaczewie, za co została aresztowana i na miesiąc uwięziona w Łowiczu. W sierpniu 1929 wraz z delegacją robotniczo-chłopską wyjechała nielegalnie na trzy miesiące do ZSRR. Po powrocie ukrywała się przed policją.
Wraz z ojcem brała udział w przygotowywaniu Europejskiego Kongresu Chłopskiego. 5 stycznia 1930 uczestniczyła w drugiej sesji ogólnopolskiego chłopskiego Komitetu Kongresowego w Warszawie i została wydelegowana do Berlina w składzie polskiej reprezentacji na Europejski Kongres Chłopski odbywający się 27–29 marca 1930, na którym wygłosiła przemówienie, a w trzecim dniu obrad została aresztowana przez niemiecką policję za brak paszportu. Po powrocie do kraju 5 sierpnia 1930 została aresztowana i 12 sierpnia 1931 skazana przez warszawski Sąd Okręgowy na 5 lat ciężkiego więzienia. Karę odbywała w Łowiczu (gdzie w styczniu 1931 urodziła córkę Wandę), na Pawiaku i w Fordonie. W 1932 dzięki apelacji wniesionej przez obrońcę Teodora Duracza zmniejszono jej wyrok na 3 lata. Po wyjściu z więzienia nadal prowadziła działalność w Łowiczu, Sochaczewie i Błoniu jako członkini Komitetu Okręgowego KPP. W marcu 1935 została ponownie aresztowana i 8 czerwca 1936 skazana przez warszawski SO na sesji wyjazdowej w Sochaczewie na 6 lat ciężkiego więzienia. Więziona w Łowiczu, Piotrkowie i Fordonie. Z więzienia wydostała się podczas działań wojennych we wrześniu 1939.
W okresie okupacji działała w ZWW, a od 1942 organizowała PPR w Sochaczewskiem i Łowickiem. Na zebraniu partyjnym w Mizerce została wybrana na sekretarz miejscowej organizacji. Organizowała pomoc dla zbiegłych z obozów jeńców sowieckich i dla ludności żydowskiej. 19 lutego 1943 w Wojennej została aresztowana wraz z bratem Stanisławem (również działaczem PPR) i osadzona na Pawiaku. Torturowana w gestapo przy al. Szucha. 26 marca 1943, przewożona z Alei Szucha na Pawiak wraz z Janem Bytnarem "Rudym", została uwolniona w akcji pod Arsenałem, jednak w czasie strzelaniny została ranna i ponownie schwytana. Umieszczona początkowo w szpitalu więziennym, 13 maja 1943 została przewieziona do Auschwitz, gdzie 17 grudnia została zamordowana.